# El silencio (película de 1998)
El silencio es una película dramática iraní de 1998 dirigida por Mohsen Makhmalbaf y rodada en Tayikistán.

## Argumento
Khorshid vive con su madre en una casa cerca de un río en algún lugar de Tayikistán. El arrendador viene todas las mañanas a pedir el alquiler. Khorshid tiene que proporcionar el dinero o tendrán que irse. Su ceguera le ha dado una habilidad asombrosa para afinar instrumentos musicales, lo que le permite trabajar en un taller de fabricación de instrumentos. Pero Khorshid está fascinado por la música sonora todo el tiempo; siempre que oye tocar a un gran músico, pierde la noción del tiempo y el lugar. Esto hace que pierda su lugar y tenga que trabajar hasta tarde. Lucha por encontrar un equilibrio entre su amor por la música y su tarea como sostén de la familia.

## Visión general
Makhmalbaf es una figura controvertida. Por ejemplo, "cuando tenía diecisiete años había cogido un cuchillo para atacar a un policía para robar su arma y robar un banco para iniciar una revolución". Su celo revolucionario se manifiesta a través de sus primeras obras, como   Boicot (película) . Él mismo dividió sus obras en cuatro fases en un artículo en  The New York Times: "Las primeras cuatro películas, realizadas antes de 1985, son proselitismo religioso sutilmente disfrazado. De 1985 a 1990, cuando los mulás gobernantes aflojaron la censura lo suficiente como para permitir que las películas se centraran en problemas sociales generales, su perspectiva cambió (...) Después de esto, el Sr. Makhmalbaf abandonó en gran medida la narrativa tradicional (...) Primero, hizo lo que él llama sus películas filosóficas, luego hizo las recientes películas poéticas que lo han metido en problemas con los censores". Sokout pertenece a su estilo poético de hacer películas, donde se deshace de los grilletes de la narración clásica y representa algunos de sus temas favoritos utilizando simbolismos provenientes de las tradiciones sufíes.

## Sufismo, música y verdad universal
La película está repleta de símbolos del Sufismo. Del uso de la música para alcanzar el éxtasis; la naturaleza, y el espejo roto, la imagen repetida del río, la luz cenital, la representación simbólica de las interpretaciones místicas del Islam aparecen a lo largo de la película. Makhmalbaf no se queda en el ámbito local en este asunto. Su uso de la Sinfonía nº 5 (Beethoven) muestra que deliberadamente quiere decir que los temas a los que se refiere son de naturaleza universal y no sólo asuntos mundanos y efímeros. El espejo roto es un icono tomado de Rumi, que representa solo una parte de la verdad. Todo el mundo posee una parte del espejo, es decir, una parte de la verdad, y cree que lo tiene todo. Pero, por supuesto, para un sufí, ninguna de las partes equivale a toda la verdad. El profesor Ridgeon se encuentra entre los que enfatizan ampliamente las implicaciones del espejo en las películas de Makhmalbaf, particularmente en esta.

## Reparto
- Tahmineh Normatova como Khorshid
- Nadereh Abdelahyeva como  Nadereh
- Goibibi Ziadolahyeva como madre de Khorshid

## Premios
Festival Internacional de Cine de Venecia
| Año  | Categoría                                                              | Galardonado       | Resultado |
| ---- | ---------------------------------------------------------------------- | ----------------- | --------- |
| 1998 | Medalla de oro del Presidente del Senado italiano                      | Mohsen Makhmalbaf | Ganador   |
| 1998 | Premio Sergio Trasatti - Mención especial                              | -                 | Ganador   |
| 1998 | Premio CinemAvvenire - Mejor película en la relación hombre-naturaleza | -                 | Ganador   |